# Топонимия Белгородской области

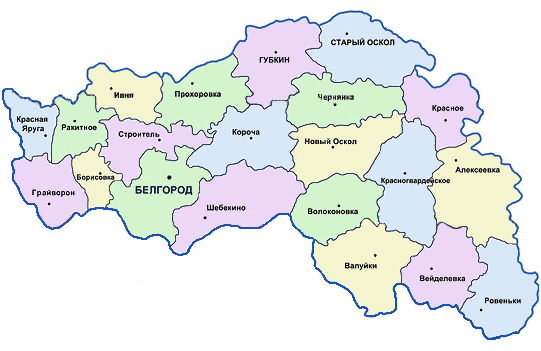
Административное деление Белгородской области

Топонимия Белгородской области — совокупность географических названий, включающая наименования природных и культурных объектов на территории Белгородской области.
Область образована 6 января 1954 года, с этого момента её название не изменялось. Неофициальные названия региона — Белого́рье, Святое Белого́рье, Белгоро́дчина, Белгоро́дщина.

## История формирования
Состав топономикона области обусловлен её географическим положением и богатой историей. Так, в древнерусское время эта территория входила в состав Черниговской земли. Здесь располагалось городище-крепость Холки (Чернянский район), которое, помимо руси, населяли алано-булгары. В XV веке на территории будущей Белгородской области обосновались татары Еголдая, а впоследствии край становится частью так называемого Дикого поля. Через эту территорию проходил Муравский шлях, по которому крымские татары и ногайцы совершали набеги на земли центральной России. Окончательно в составе России территория области находится лишь с XVI века. В 1708—1727 годах территория современной Белгородской области входила в Киевскую и Азовскую губернии. В 1727 была образована Белгородская губерния, которая просуществовала до 1779 года. Она занимала земли не только современной Белгородской области, но и территории нынешних Курской, Орловской, частично Брянской и Харьковской областей (в частности, Чугуев). Имела губерния и свой герб, который теперь является гербом Белгородской области. В 1775—1779 годах территория Белгородской губернии была разделена между новообразованными губерниями и наместничествами, а сама губерния была упразднена. Белгородская область, в том числе город Белгород, вошла в состав Курского наместничества, а затем Курской губернии.
До 1918 года территория современной Белгородской области входила в состав Воронежской и Курской губерний. После подписания Брестского мира, с апреля 1918 (де-факто с мая 1918) по январь 1919 года (де-факто — по декабрь 1918) бо́льшая часть Белгородской области была оккупирована кайзеровскими войсками и стала составной частью Украинской Державы гетмана П. П. Скоропадского, входя в Харьковскую губернию. Реально же в течение полутора месяцев после отречения кайзера Германии, в связи с аннулированием Брестского мирного договора и выводом германских оккупационных войск, территория Белгородской области была возвращена в состав РСФСР.
В своих нынешних административно-территориальных границах Белгородская область образована указом Президиума Верховного Совета СССР от 6 января 1954 года.

## Состав
По состоянию на 15 декабря 2022 года, в Государственном каталоге географических названий в Белгородской области зарегистрировано 2708 названий географических объектов, в том числе — 1603 названия населённых пунктов. Ниже приводятся списки наиболее значимых природных объектов и крупнейших населённых пунктов края с характеристиками их этимологии.

### Гидронимы
- Северский Донец — Донец — уменьшительное от «Дон». Как отмечает Е. М. Поспелов, ещё в XII веке современная река Северский Донец и Дон ниже её впадения были известны под общим названием Великий Дон («большой Дон»), а в русских летописях того времени упоминалась и как просто Дон. По мере освоения бассейна этой реки её притоки получают свои названия, в их числе и один из небольших верхних притоков, названный  Северский Донец (впервые упоминается в 1515 году). В этом названии Донец — уменьшительное от Дон (Великий Дон), образованное с помощью форманта -ец , а определение Северский указывает на его истоки в Северской земле (название по восточно-славянскому племени север, северяне). В XVI—XVII веках это название распространилось на всю реку до её слияния с Доном и вытеснило раннее название «Великий Дон». С забвением историко-географической мотивации возникновения определения «северский», со второй половины XVII в. начинает употребляться искажённое название Северный Донец и только с середины XX века восстанавливается исходное название Северский Донец[5].
- Ворскла — во времена Киевской Руси река служила восточным форпостом обороны от кочевников. С этим связывают происхождение её названия, видя в нём сочетание двух древнеславянских слов: «вор» — охрана, защита и «оскол» — скалы. М. Фасмер воспроизводил слово «Ворскла» от старославянского «връкати» — «журчать», а В. А. Никонов заметил, что летописное название «Ворскол», «Вороскол» сближает его с названиями соседних рек — Оскол, Воргол, Хорол. Согласно гипотезе И. Г. Добродомова, гидроним образован из этнонима аорсы, — так называли народ, входивший во II в. н. э. в состав сарматских племен; позже (до XIV в.) этот этноним был унаследован тюркоязычными кыпчаками. Второй элемент названия — кол — в тюркских, монгольских, тунгусо-маньчжурских языках означает «река, долина», то есть река получила название от тюрков по проживавшему на ней народу аорсы[6].
- Ворсклица — по-видимому, уменьшительное от Ворксла, является правым притоком последней.
- Псёл — по поводу происхождения гидронима нет единого мнения. В летописях зафиксированы древнерусские формы Пьслъ, Пьсьлъ, Песелъ. В. Н. Топоров и О. Н. Трубачёв название связывают со славянским пёс и приводят ряд гидронимов от той же основы (Псурь, Пселец, Пес, Песья, Псинка), расположенных к югу от Верхнего Днепра; возводят к тому же корню, что и писать; сравнивают с гидронимами на -ол (Оскол, Воргол, Хорол и т. п.)[7]. О.Боднянский и В.Поляк обращали внимание на сходство с адыгейским (кабардино-черкесским) пс(ы) — «вода, река» и др.[8].
- Оскол — ни значение, ни языковое происхождение не установлены, неясна и связь с группой — ол (Псёл, Хорол), или с терскими — кол, гул — «озеро», «река» (Ингул, Тилигул). По поводу происхождения имени реки был выдвинут целый ряд гипотез (от древнеславянского «скла-съкл» — «река, поток», от «осколина, оскалина» — меловое обнажение), но ни одна и них не получила до сих пор общего признания лингвистов и историков[9].
- Тихая Сосна — «Тихая» — по тихому течению. Во второй части названия — скорее какое-то переосмысленное иноязычное слово. Возможно сближение с названиями Цна, Десна и др. Видимая «прозрачность» названия, якобы от соснового леса отрицается.
- Чёрная Калитва — о названии реки: «Черная» — по лиственным, «черным» лесам в долине этой реки. Вторая часть названия неясна.
- Валуй — гидроним упоминается в документах с 1491 г. в формах Волуй, Валуй. Как считает Е. С. Отин, гидроним образован из древнерусского прилагательного волуи — «воловий, бычий», причём сопровождавший это определение географический термин река (ручей, колодезь) со временем бьл утрачен. Распространённая этимология, связывающая ойконим с некалендарным личным именем Валуй (ср. курское, орловское валуй — «человек вялый, неповоротливый, ленивый, разиня, ротозей») менее убедительна[10]. Эту позицию разделяет В. А. Никонов, который отмечает, что связь с валуй (съедобный гриб) трудно оправдать семантически[11].

### Ойконимы
- Белгород — основан в 1596 г. на Белгородье, то есть в урочище, где некогда уже находился Белый город, впоследствии разрушенный. Новый город уже при закладке по преемственности получил название Белгород. По оценке Е. М. Поспелова, в этом названии определение «белый» связано с реальным цветом грунта местности: город находится в центре Мелового Юго-Запада, частично занимает высокую меловую гору, где во второй половине XIX ежегодно добывалось свыше 1 тысячи тонн мела[12].Эту точку зрения разделяет В. А. Никонов[13].
- Бирюч — в Древней Руси «бирюч» — глашатай, помощник князя по судебным и дипломатическим делам, который объявлял по улицам и площадям постановления князя, воеводы или царя. Населённый пункт Бирюч был основан в 1705 году на месте Бирюченского острога (вначале его назвали городом Бирюченского Комиссарства или Бирюченским комиссарством) казацким сотником Иваном Медковым. С конца 1920-х назывался «Будённовск» в честь советского военного деятеля С. М. Будённого. В 1960-х гг. переименован в «Красногвардейское», с 1975 г. — рабочий посёлок с тем же названием[14]. В 2007 году вновь переименован в Бирюч.
- Валуйки — назван по одноимённому гидрониму реки Валуй (см. выше).
- Грайворон — название получил от гидронима одноимённой речки и урочища. Гидроним от русского южного диалектного «грайворон» (грач)[15].
- Губкин — возник как деревня Коробково, в 1939 году получил название Губкин в честь советского геолога академика И. М. Губкина — энтузиаста освоения КМА. С 1955 года — город Губкин[16].
- Короча — вначале назывался Красным городом на Короче, а позже просто городом Корочей от гидронима реки, на берегах которой построен. Гидроним Короча, предположительно от «короткая», ср. р. Корочка (приток реки Псёл) в древних актах называлась «короткая»[17].
- Новый Оскол — от гидронима Оскол (см. выше). Основан в 1647 году на левом берегу Оскола при впадении в него речки Беленькой (Белый Колодезь). Новый жилой город, который был назван Царёв-Алексеев в честь царствовавшего тогда Алексея Михайловича, в 1655 году город-крепость получил название, сохраненное доныне, — Новый Оскол[18].
- Старый Оскол — название происходит от гидронима Оскол, на берегу которой в 1593 году был заложен город. В 1655 году для отличия от соседа, переименованного из Царёва-Алексеева в Новый Оскол, Оскол получил прибавку к своему имени приставку «Старый»[19].
- Шебекино — слобода Шибекина (впоследствии Шебекина и, наконец, Шебекино) была заложена в 1713 г. крепостными крестьянами подполковника, который приобрел здесь землю, винокуренный и суконный завод[20].